# Motorradtaxi

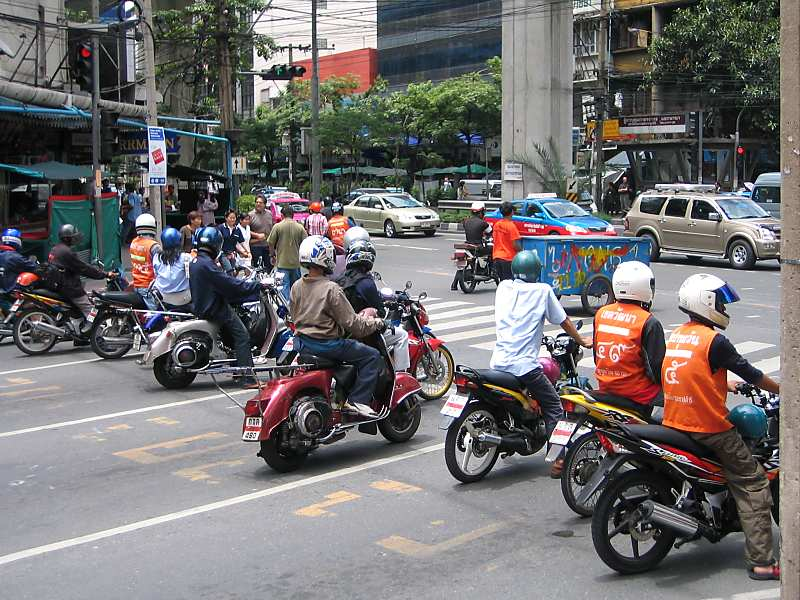
Motorradtaxis in Bangkok

Motorradtaxis sind ein vergleichsweise billiges und viel genutztes Nahverkehrsmittel in fast allen größeren Städten der sich entwickelnden Welt.
In Berlin wurden bereits 1927 kurzzeitig Motorradtaxen eingesetzt. Es handelte sich dabei um Motorradgespanne, deren Beiwagen überdacht waren. Sie haben sich dort jedoch nicht durchgesetzt.
Heutige Motorradtaxis sind handelsübliche Mopeds, auf denen auf dem Rücksitz Passagiere und Waren befördert werden. Die Preise sind durchgehend weit niedriger als in Taxis, jedoch ist man der weit verbreiteten Luftverschmutzung ebenso ausgesetzt, wie dem oft recht beträchtlichen Gefahrenpotenzial des Straßenverkehrs.
Motorradtaxis finden sich zum Beispiel in vielen Städten in Peru, China, Indonesien, Brasilien und Thailand, wobei die wohl weltweit höchste Motorraddichte pro Einwohner in Bangkok anzutreffen ist. Dort finden sich auch an jeder größeren Straßenecke Stationen, an denen Motorradtaxifahrer auf Kunden warten, die meist in die nicht allzu weite Umgebung transportiert zu werden wünschen.
Auch in vielen Regionen Subsahara-Afrikas sind Motorradtaxis bei der lokalen Bevölkerung sehr beliebt, da sie weniger anfällig für Verkehrsstaus sind und auf dem Lande so manchen Trampelpfad befahren, der für Kraftwagen unpassierbar ist: Berühmt sind die nigerianische Okada und die Bodabodas in Uganda.